# جان کری
جان فوربِز کِری (به انگلیسی: John Forbes Kerry) (زادهٔ ۱۱ دسامبر ۱۹۴۳) سیاستمدار، دیپلمات و وکیل آمریکایی است که از ژانویه ۲۰۲۱ تا مارس ۲۰۲۴ به‌عنوان نخستین نماینده ویژه رئیس‌جمهوری ایالات متحده در امور تغییرات اقلیمی به ریاست‌جمهوری جو بایدن فعالیت می‌کرد. او از سال ۲۰۱۳ تا ۲۰۱۷ به‌عنوان شصت و هشتمین وزیر امور خارجه ایالات متحده آمریکا در دولت باراک اوباما فعالیت می‌کرد و از سال ۱۹۸۵ تا ۲۰۱۳ سناتور ایالات متحده از ایالت ماساچوست بود. او عضو حزب دموکرات است. کری نامزد دموکرات‌ها برای ریاست‌جمهوری ایالات متحده در انتخابات سال ۲۰۰۴ بود که از جورج دبلیو بوش شکست خورد.

## پیشینه
کری از نوادگان اجداد مشهور آمریکایی از جمله توماس کرنل و یوریس/جرج وولسی می‌باشد. اجداد وی از جمهوری چک امروزی به آمریکا مهاجرت کردند.
جان کری در ابتدای جنگ ویتنام عازم آن کشور شد و چندین مدال شجاعت گرفت. وی پس از پایان جنگ به جنبش ضد جنگ پیوست و سخنرانی وی در کنگره آمریکا دولت آمریکا را تحت فشار زیاد گذاشت تا به حضور نیروهای آمریکایی در ویتنام پایان دهند.

### رابطه با خانواده کندی
در نوامبر ۱۹۶۰، کری اولین سخنرانی سیاسی خود را برای راهیابی جان اف کندی به کاخ سفید انجام داد.
در سال ۱۹۶۲، کری یکی از داوطلبان برای اولین کمپین سناتوری تد کندی بود. در تابستان همان سال وی با ژانت آوچینکلوس جنینگز خواهر ناتنی بانوی اول ایالات متحده ژاکلین کندی ملاقاتی داشت. ژانت جنینگز کری را دعوت به بازدید از املاک و خانواده اش و مزرعه هامراسمیت در رود آیلند نمود. این نخستین جایی بود که کری رئیس‌جمهور جان اف کندی را برای اولین بار ملاقات کرد.
به گفته کری زمانی که کندی رئیس‌جمهور بود کری از وی در مورد رفتن به دانشگاه ییل پرسیده بود. کندی ادا و شکلک درآورد، چرا که کندی به دانشگاه هاروارد رقیب رفته بود. کری بعدها یادآور می‌شود: او به من لبخند زد و گفت که در این مورد نگران نباشید چون من در حال حاضر بیش از حد یک مرد ییل (به انگلیسی: Yale man) هستم. بگفته کری، رئیس‌جمهور اظهار نظر مشهور خود اینکه چگونه می‌توان بهترین دو جهان را داشت گفته بود: با تحصیلات در هاروارد و مدرک گرفتن از ییل. در اشاره به درجه افتخاری که چند ماه قبل از دانشگاه ییل دریافت کرده بود.

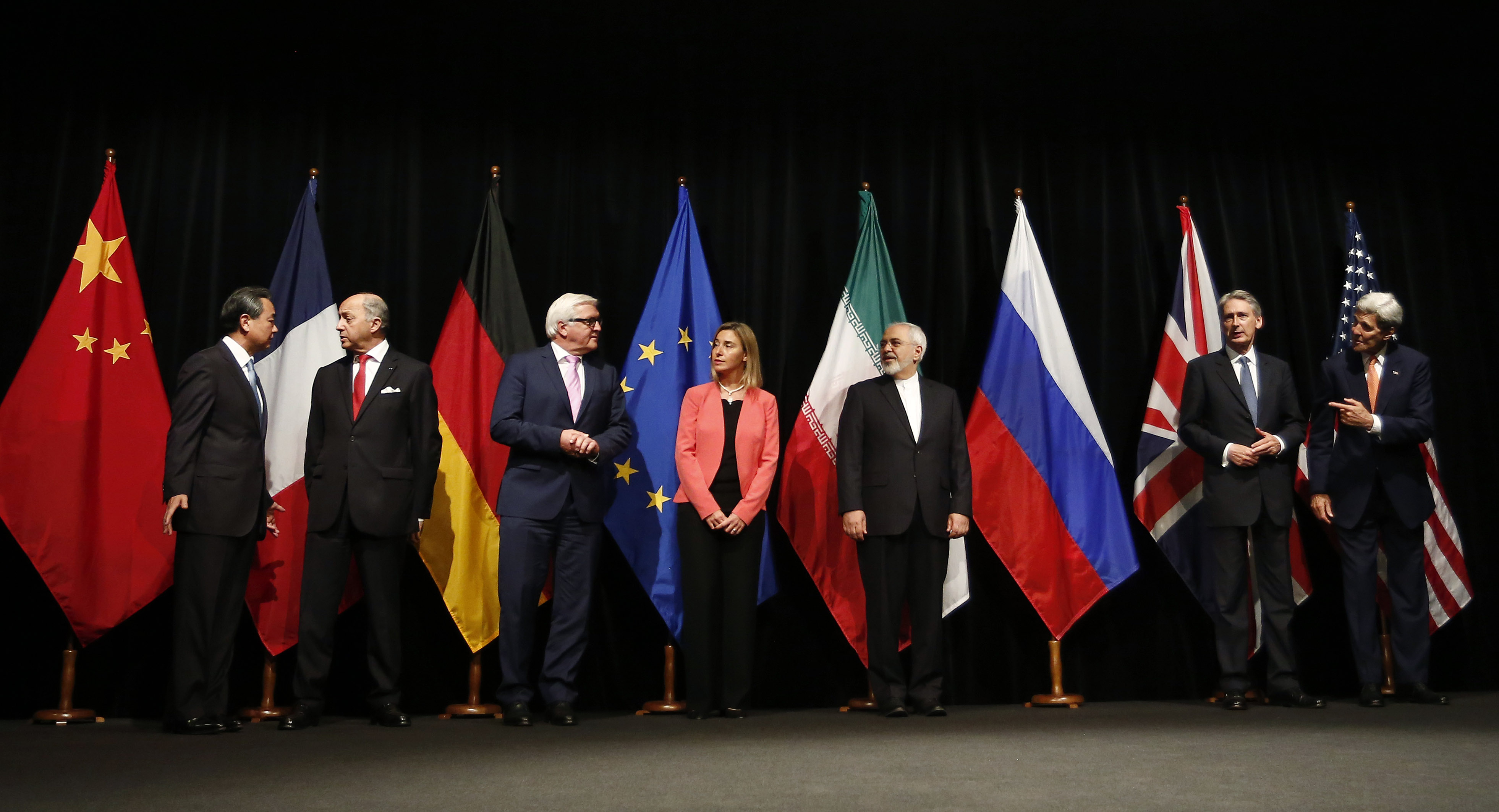
از راست به چپ جان کری، فیلیپ هموند، محمدجواد ظریف، فدریکا موگرینی، فرانک والتر اشتاین‌مایر، لوران فابیوس و وانگ یی پیش از قرائت برجام

## تحصیلات دانشگاهی
وی در سال ۱۹۶۲ در دانشگاه ییل در رشته علوم سیاسی پذیرفته شد.

## فعالیت‌های ضد جنگ (۱۹۷۰–۱۹۷۱)
کری پس از بازگشت از جنگ در ویتنام، به گروه سربازان ضد جنگ ویتنام (VVAW) پیوست. فعالیت تعدادی حدود ۲۰۰۰۰ سرباز ضد جنگ (VVAW) در آن سالها و رهبری کری بر آنها توجه مؤثر و خشم برخی از جمله دولت ریچارد نیکسون را به خود جلب کرد.

## سنای ایالات متحده
وی در سال ۱۹۸۴ در انتخابات سنا شرکت کرد و توانست به جای سناتور بازنشسته پال سونگاس به نمایندگی ایالت ماساچوست وارد سنا شود. وی در طول ۲۰ سال حضور در سنا ۳ بار در سالهای ۱۹۹۰ و ۱۹۹۶ و ۲۰۰۲ و ۲۰۰۸ از نو از سوی مردم ماساچوست برگزیده شده است. او همواره مشغول کار و فعالیت برای دموکراتها است و در دولت دوم اوباما به عنوان وزیر امور خارجه انتخاب شد.

## انتخابات ریاست جمهوری سال ۲۰۰۴
سناتور کری در فوریه ۲۰۰۳ با ثبت نام در کمیسیون انتخابات آمریکا فعالیت ستاد انتخاباتی خود را آغاز و اجازه دریافت کمک‌های مالی پیدا کرد.
در فوریه ۲۰۰۴ با آغاز انتخابات مقدماتی حزب دموکرات برخلاف انتظار همگان با برنده شدن در ۴۶ مرحله از ۵۰ مرحله با اکثریت قاطع به عنوان نامزد حزب دموکرات برگزیده شد.
در ژوئیه ۲۰۰۴ نیز با انتخاب سناتور جان ادواردز رقیب سابق انتخاباتی اش، به عنوان نامزد پست معاونت رئیس‌جمهور، فصل تازه‌ای از فعالیت‌های انتخاباتی‌اش را گشود.

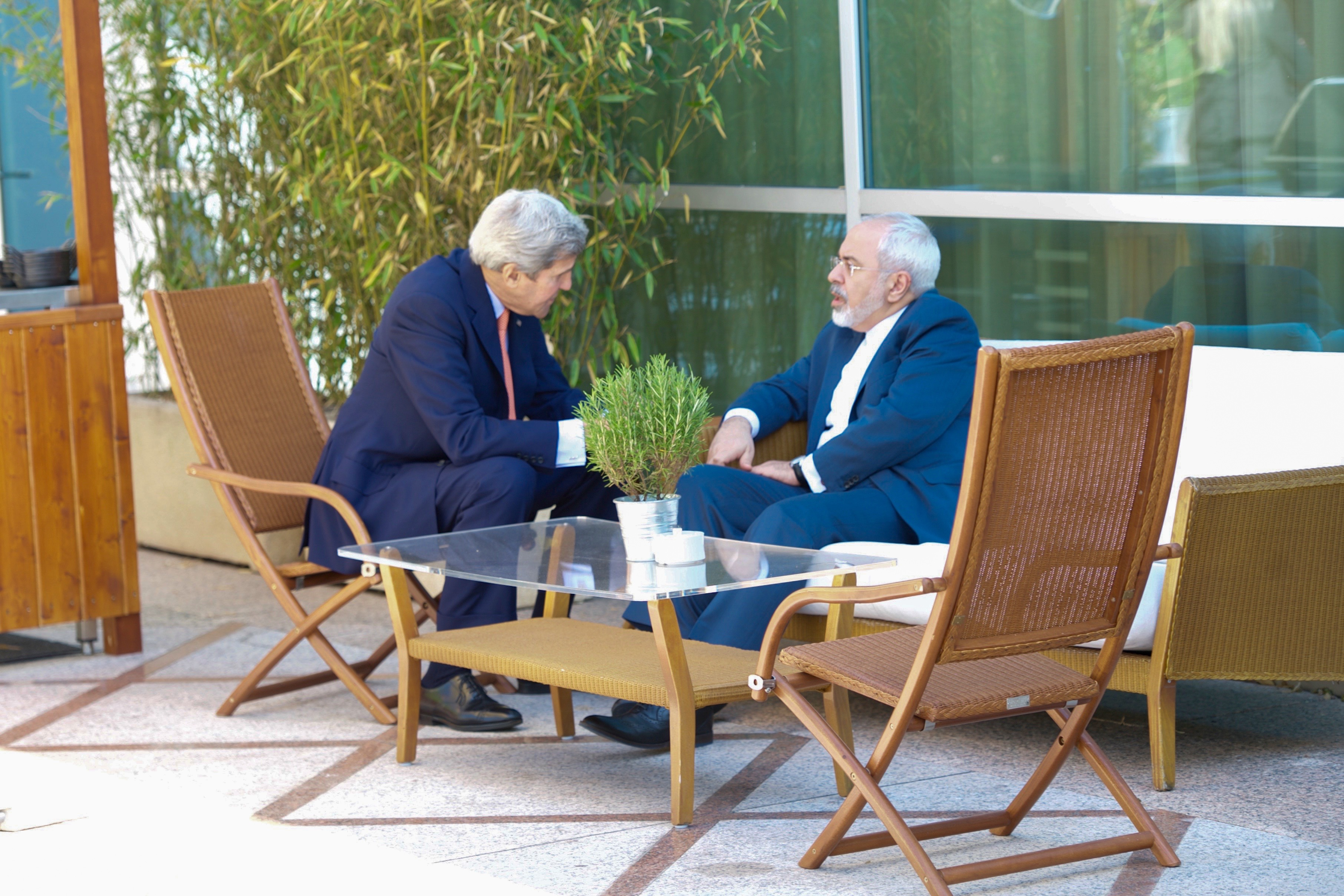
جواد ظریف، وزیر خارجه ایران و جان کری، وزیر خارجه آمریکا در مذاکرات هسته‌ای لوزان

## وزارت امور خارجه
کری در سال ۲۰۱۳، بعد از استعفای هیلاری کلینتون به عنوان وزیر امور خارجه دوم کابینهٔ باراک اوباما شروع به کار کرد. بیشترین فعالیت جان کری در دورهٔ تصدی وی بر وزارت امور خارجه، حضور چشمگیر در مذاکرات هسته‌ای ایران و به خصوص مذاکره با شخص محمد جواد ظریف، وزیر امور خارجه ایران بود. مأموریت او در این مقام با پایان یافتن دولت اوباما در ۲۰ ژانویه ۲۰۱۷ پایان یافت.

### مذاکرات هسته‌ای با ایران
پس از ۳۴ سال او اولین وزیر امور خارجه آمریکا بود که در روز ۵ مهر ۱۳۹۲، با محمد جواد ظریف، وزیر امور خارجه ایران در حاشیه شصت و هشتمین مجمع عمومی سازمان ملل متحد، و با برنامه‌ریزی قبلی در اولین مذاکره ایران و ۱+۵ در دولت یازدهم دیدار کرد. در حاشیه این مذاکره، ظریف و کری گفتگو و دیداری دو جانبه نیز داشتند. پس از پایان این دیدار کری در کنفرانس خبری خود گفت: «با ظریف ملاقات داشتم، لحن او حقیقتاً متفاوت بود.»
با آغاز کار دولت یازدهم جمهوری اسلامی ایران، به ریاست حسن روحانی، و تعیین محمد جواد ظریف به عنوان وزیر امور خارجه ایران و مسئول انجام مذاکرات هسته‌ای، وزرای خارجه ایران و آمریکا بر سر یک میز به مذاکره نشستند. نهایتاً در گام اول توافق هسته‌ای ژنو و در گام دوم تفاهم هسته‌ای لوزان میان ایران و پنج بعلاوه یک منعقد گردید؛ و پس از حدود دو سال مذاکره، در ۲۳ تیرماه ۱۳۹۴، مذاکرات به انعقاد برنامه جامع اقدام مشترک منجر گردید.

## زندگی شخصی

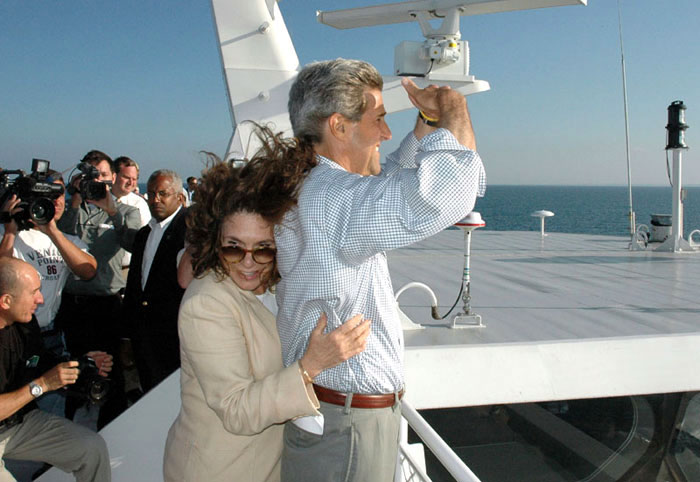
در طول سفر با کشتی سریع‌السیر از میشیگان به میلواکی

کری در یک منطقه تاریخی در شهر بوستون به نام بیکن هیل زندگی می‌کند که یکی از گران‌قیمت‌ترین مناطق این شهر به‌شمار می‌رود.
دختر او ونسسا کری در سال ۲۰۰۹ با بهروز والا ناهید پزشک و جراح مغز ایرانی-آمریکایی در بیمارستان ماساچوست ازدواج نموده است.